# Salisbury Garden

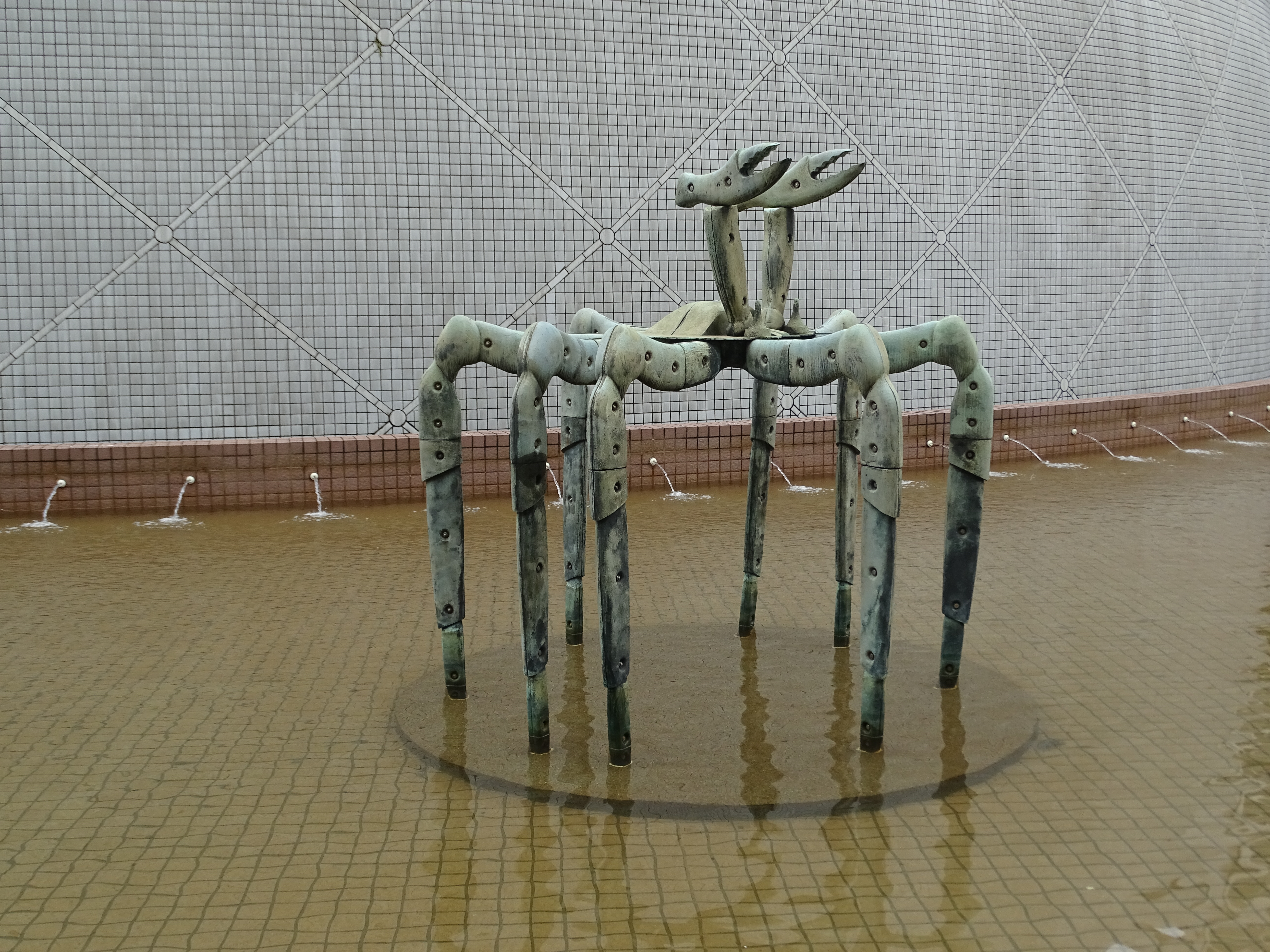
Cheung Yee: "Crab No. 1" (1984), Salisbury Garden

Zahrada Salisbury Garden je (spolu s Art Square) veřejnou zahradou a uměleckým komplexem v dřívější čtvrti Tsim Sha Tsui v jižním Kowloonu v Hongkongu. Rozléhá se podél Salisbury Road, probíhající severně, a přístavem Victoria Harbour na jihu. Zahrada byla otevřena roku 1997, Art Square 2014.

## Salisbury Garden

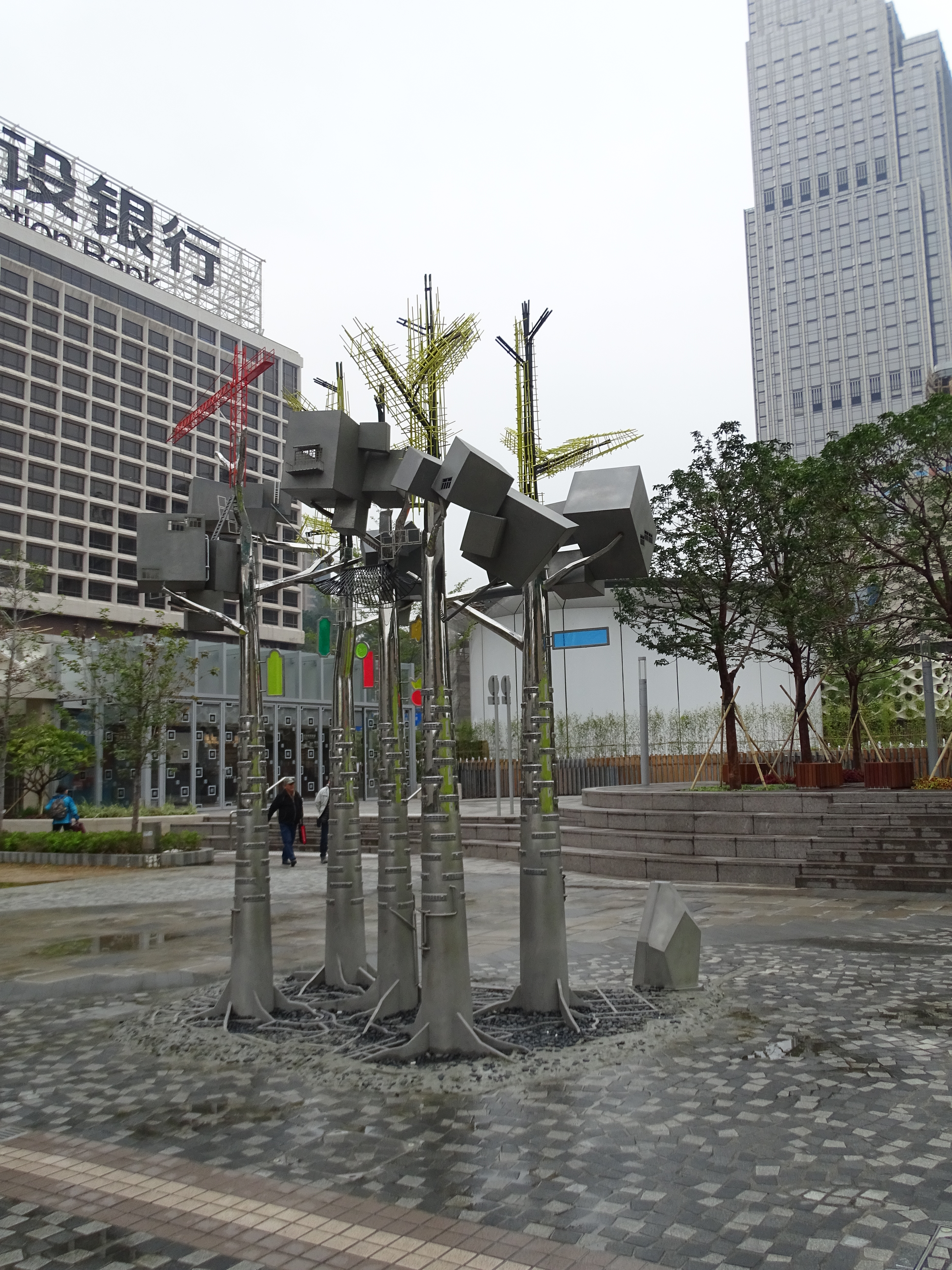
Kevin Fung: "Million Lights", výstava "Growing City．Growing Home" (2017/2018)

Salisbury Garden je veřejná zahrada, která byla otevřena v roce 1997 a nyní je řízena odborem volného času a kulturních služeb Leisure and Cultural Services Department (LCSD), oddělením hongkongské vlády. Zahrada je součástí kulturního komplexu Hong Kong Cultural Centre Complex (HKCCC), který mimo zahrady zahrnuje i kulturní centrum Hong Kong Cultural Centre, muzeum umění Hong Kong Museum of Art a vesmírné muzeum Hong Kong Space Museum V lednu 2013 byl celý areál na návrh přístavní komise a LCSD důkladně restaurován, mimo jiné byla zahrada v první fázi obnovy rozšířena. Ke znovuotevření došlo v prosinci 2017.

## Art Square at Salisbury Garden
Náměstí umění v Salisbury Garden, anglicky Art Square at Salisbury Garden (zkráceně a často jen Art Square), bylo zřízeno v rámci obnovy a rozšíření zahrady Salisbury Garden. Art Square bylo koncipováno jako doplněk k zahradě Salisbury Garden, jako prostor k výstavám pod širým nebem („outdoor“). Art Square bylo otevřeno 22. února 2014 a od té doby je prostor využíván zejména pro výstavy místních umělců. Měnící se výstavy jsou navrhovány a instalovány muzeem Museum of Art, které zde má i dohled. Probíhají tu také jiné kulturní programy.
V minulosti se na Art Square konaly následující výstavy:
- (22. února 2014 - 3. srpna 2014) Výstava, která byla věnována tématu „Nebe, Země a Člověk - Hongkongská výstava umění“ (Heaven, Earth and Man – A Hong Kong Art Exhibition), se konala při otevření Art Square 22. února 2014 a byla první akcí pod volným nebem. Velké sochy tří známých umělců města by měly návštěvníky přimět k tomu, aby si cenili přírody, ocenili působení lidí navzájem a oddali se umělecké atmosféře.[3][4]

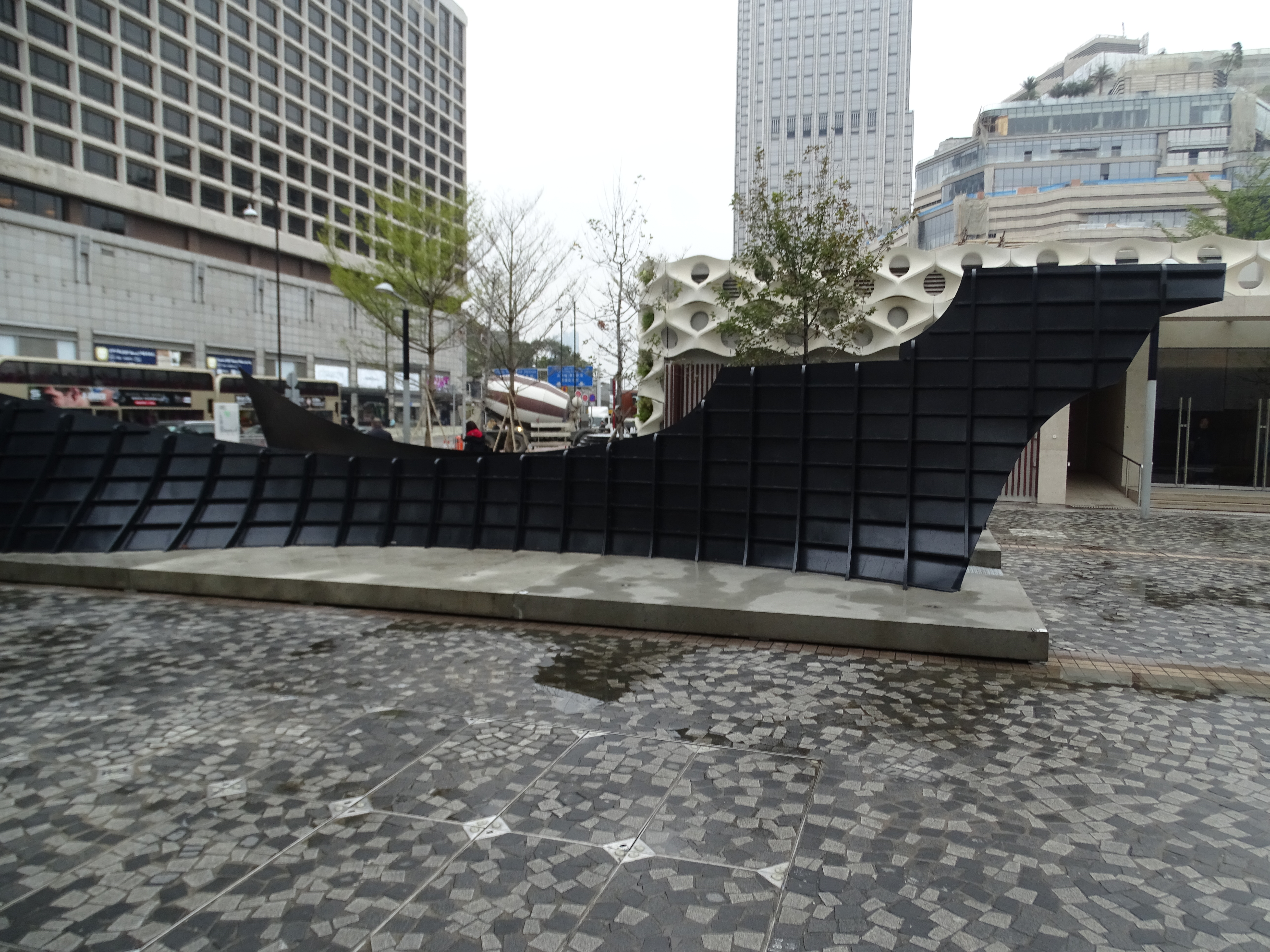
Stanley Siu: "Time Slip", výstava "Growing City - Growing Home" (2017/2018)

- (28. listopadu 2015 - 29. května 2016) „Wall-less Chit-ChaNt“, přeložitelné snad jako „potlach beze zdí“; v popředí výstavy stály dva předimenzimované umělecké objekty, které měly návštěvníky povzbuzovat k příležitostným konverzacím a interaktivnímu jednání. Instalace „Židle“ pocházela od Freemana Lau, druhá, která si získala značnou oblibu, byla instalace „Sing for her“ (zpívej pro ni) od umělkyně Zheng Bo, jejímž smyslem bylo, aby se různé etnické skupiny města prostřednictvím hudby navzájem více poznaly a lépe si porozuměly.[5]

- (8. prosince 2017 - listopad 2018) „Growing City - Growing Home“ (rostoucí město - rostoucí domov) byl název výstavy, která se zabývala minulostí, současností a budoucností Hongkongu a kriticky odrážela rychle se měnící vzhled města.[6][7]